# Инге II (король Норвегии)
Инге II Бордссон (норв. Inge II, 1185 — 23 апреля 1217) — король Норвегии (1204—1217), сын Борда Гуттормссона и Сесилии Сигурдсдоттер, племянник Сверрира Сигурдссона.

## Биография
В августе 1204 года Инге Бордссон был избран королём Норвегии после смерти младенца Гутторма Сигурдссона. Он поддерживал мирные отношения с претендентами от партии баглеров, Эрлингом Магнуссоном и Филиппом Симонссоном. С последним осенью 1208 года было заключено Квитсёйское соглашение о разделе Норвегии, фактически положившее конец гражданской войне.
Большую роль при Инге играл его сводный брат Скуле, однако его роль ещё больше возросла при Хоконе IV, даровавшем ему титул ярла.
В 1206 году Инге принял под свою защиту малолетнего Хокона Хоконссона, бежавшего с матерью из занятого баглерами Хамара. После смерти Инге Хокон был провозглашён королём под именем Хокона IV и был признан как биркебейнерами, так и баглерами, что привело к окончанию гражданской войны.